# Imeľ
Imeľ (maďarsky Imely) je obec na Slovensku v okrese Komárno. První písemná zmínka pochází z roku 1312. Žije zde přibližně 2 000 obyvatel. Rozloha obce činí 21,96 km².

## Památky
V obci se nachází římskokatolický kostel sv. Jana Křtitele z roku 1800.

## Partnerské obce
- Beledi, Maďarsko
- Héreg, Maďarsko
- Nemesszalók, Maďarsko